# Classica Sarda
Die Classica Sarda Cagliari–Sassari (früher Sassari–Cagliari, GP Alghero (1965–1967), Monte Urpino (1975), Cagliari–Sassari (1951, 1980, 1982) und Classica Sarda Olbia–Pantogia (2010)) war ein italienisches Straßenradrennen.
Das Eintagesrennen wurde seit 1948 zwischen Sassari und Cagliari auf Sardinien ausgetragen. Seit 2010 zählte der Wettbewerb in der Kategorie 1.1 zur UCI Europe Tour. Das Rennen wird unmittelbar im Anschluss an den Giro di Sardegna ausgetragen und von derselben Organisation veranstaltet. Rekordsieger sind die Belgier Roger De Vlaeminck, Edgard Sorgeloos und der Italiener Giancarlo Polidori mit jeweils zwei Erfolgen.
Die Austragung 2010 wurde zwischen den Orten Olbia und Pantogia veranstaltet. Seit 2011 waren wieder Cagliari und Sassari Start- bzw. Zielort.

## Siegerliste
| - 2012 keine Austragung - 2011 Pawel Brutt - 2010 Giovanni Visconti - 1984–2009 keine Austragung - 1983 Giuseppe Saronni - 1982 Alfons De Wolf - 1981 keine Austragung - 1980 Serge Parsani - 1979 keine Austragung - 1978 Roger De Vlaeminck (2) - 1977 Ercole Gualazzini - 1976 Roger De Vlaeminck - 1975 Eddy Merckx - 1974 Giancarlo Polidori (2) | - 1973 Patrick Sercu - 1972 Giancarlo Polidori - 1971 Albert Van Vlierberghe - 1970 Rudi Altig - 1969 Vittorio Adorni - 1968 Franco Bitossi - 1967 Robert Lelangue - 1966 Pasquale Fabbri - 1965 Rik Van Looy - 1964 Edgard Sorgeloos (2) - 1963 Battista Babini - 1962 Guido Carlesi - 1961 keine Austragung | - 1960 Miguel Poblet - 1959 Edgard Sorgeloos - 1958 keine Austragung - 1957 Fred De Bruyne - 1956 Nello Fabbri - 1955 Donato Piazza - 1954 Hugo Koblet - 1953 Fiorenzo Magni - 1952 Giovanni Corrieri - 1951 Renzo Soldani - 1950 keine Austragung - 1949 Italo De Zan - 1948 Adolfo Leoni |